# Parigi-Corrèze 2011
La Parigi-Corrèze 2011, undicesima edizione della corsa, si svolse dal 3 al 4 agosto 2011 su un percorso di 360 km ripartiti in 2 tappe, con partenza da Contres e arrivo a Chaumeil. Fu vinta dal francese Samuel Dumoulin della Cofidis davanti al belga Bert De Waele e al belga Thomas Degand.

## Tappe
| Tappa  | Data     | Percorso         | km    | Vincitore di tappa | Leader cl. generale |
| ------ | -------- | ---------------- | ----- | ------------------ | ------------------- |
| 1ª     | 3 agosto | Contres > Bellac | 182,9 | Samuel Dumoulin    | Samuel Dumoulin     |
| 2ª     | 4 agosto | Objat > Chaumeil | 178,7 | Bert De Waele      | Samuel Dumoulin     |
| Totale | Totale   | Totale           | 360   |                    |                     |

## Dettagli delle tappe

### 1ª tappa
- 3 agosto: Contres > Bellac – 182,9 km

| Pos. | Corridore       | Squadra           | Tempo    |
| ---- | --------------- | ----------------- | -------- |
| 1    | Samuel Dumoulin | Cofidis           | 4h53'25" |
| 2    | Bert De Waele   | Landbouwkrediet   | a 4"     |
| 3    | Thomas Degand   | Veranda's Willems | s.t.     |

| Pos. | Corridore       | Squadra           | Tempo    |
| ---- | --------------- | ----------------- | -------- |
| 1    | Samuel Dumoulin | Cofidis           | 4h53'25" |
| 2    | Bert De Waele   | Landbouwkrediet   | a 4"     |
| 3    | Thomas Degand   | Veranda's Willems | s.t.     |

### 2ª tappa
- 4 agosto: Objat > Chaumeil – 178,7 km

| Pos. | Corridore       | Squadra           | Tempo    |
| ---- | --------------- | ----------------- | -------- |
| 1    | Bert De Waele   | Landbouwkrediet   | 4h31'58" |
| 2    | Thomas Degand   | Veranda's Willems | s.t.     |
| 3    | Armindo Fonseca | Bretagne          | s.t.     |

| Pos. | Corridore       | Squadra           | Tempo    |
| ---- | --------------- | ----------------- | -------- |
| 1    | Samuel Dumoulin | Cofidis           | 9h25'23" |
| 2    | Bert De Waele   | Landbouwkrediet   | a 4"     |
| 3    | Thomas Degand   | Veranda's Willems | s.t.     |

## Classifiche finali

### Classifica generale
| Pos. | Corridore           | Squadra                  | Tempo    |
| ---- | ------------------- | ------------------------ | -------- |
| 1    | Samuel Dumoulin     | Cofidis                  | 9h25'23" |
| 2    | Bert De Waele       | Landbouwkrediet          | a 4"     |
| 3    | Thomas Degand       | Veranda's Willems-Accent | s.t.     |
| 4    | Aurélien Passeron   | Geumsan Ginseng Asia     | s.t.     |
| 5    | Yukiya Arashiro     | Team Europcar            | s.t.     |
| 6    | Julien Guay         | Roubaix Lille Metropole  | s.t.     |
| 7    | Lloyd Mondory       | Ag2r-La Mondiale         | s.t.     |
| 8    | Anthony Geslin      | FDJ                      | s.t.     |
| 9    | Bjorn Thurau        | Team NSP                 | a 9"     |
| 10   | Giovanni Bernaudeau | Team Europcar            | a 10"    |